# Andrew Fielding Huxley
Sir Andrew Fielding Huxley (22. listopadu 1917 Hampstead, Londýn – 30. května 2012) byl anglický fyziolog a biofyzik, nositel Nobelovy ceny za rok 1963 (spolu s J. C. Ecclesem a A. L. Hodgkinem) za objev iontového mechanismu membrány nervových buněk.